# ݬ
Rā hamza suscrit ‹ ݬ › est une lettre additionnelle de l’alphabet arabe utilisée dans l’écriture de l’ormuri.

## Utilisation
En ormuri, ‹ ݬ › représente une consonne roulée alvéolaire voisée [r].